# ناصریه
ناصریه (به عربی: الناصریة) مرکز استان ذی‌قار از شهرهای بزرگ عراق است. این شهر در ۳۷۰ کیلومتری جنوب شرقی بغداد و در ساحل رود فرات واقع شده‌است. ویرانه‌های شهر باستانی اور در نزدیکی این شهر قرار دارد.
جمعیت این شهر ۵۶۰٬۲۰۰ نفر است.
بیشتر مردم ناصریه مسلمان شیعه هستند ولی اقلیت بزرگی از مسلمانان اهل سنت نیز در این شهر زندگی می‌کنند. این شهر تا سال ۱۹۵۱ جمعیت بزرگی از یهودیان را نیز در خود جای داده‌بود.

## پیشینه
موزه شهر ناصریه دارای مجموعه‌آثار زیادی از تمدن‌های سومری، آشوری، بابلی و روزگار عباسی است. ویرانه‌های شهرهای باستانی اور و لارسا در نزدیکی ناصریه امروزی واقع شده‌اند.
شهر امروزی ناصریه در سال ۱۸۷۰ میلادی در کنار رود فرات به‌دست امیر ناصر سعدون امیر قبیله‌های منتفق بنیاد شد و نام ناصریه به نام وی اشاره دارد. مرکز این شهر در آغاز «عکد الهوا» نام داشت و این محل امروزه «حبوبی» نام گرفته‌است.
این شهر پس از شدت گرفتن حمله‌های بیابان‌نشینان عرب به جنوب عراق ساخته شد. دولت عثمانی در این زمان برای محافظت از بخشی از جنوب عراق نیازمند به قبیله‌ای قدرتمند در این منطقه بود. امیر ناصر سعدون در این زمان نیرومندترین رئیس قبایل منطقه بود و در ازای دریافت جنگ‌افزار، مهمات و پول به نگهداری مرزهای عثمانی پرداخت.
بریتانیایی‌ها به‌طور کامل در سال ۱۹۱۵ یعنی پس از نبرد ناصریه وارد این شهر شدند.

## نگارخانه

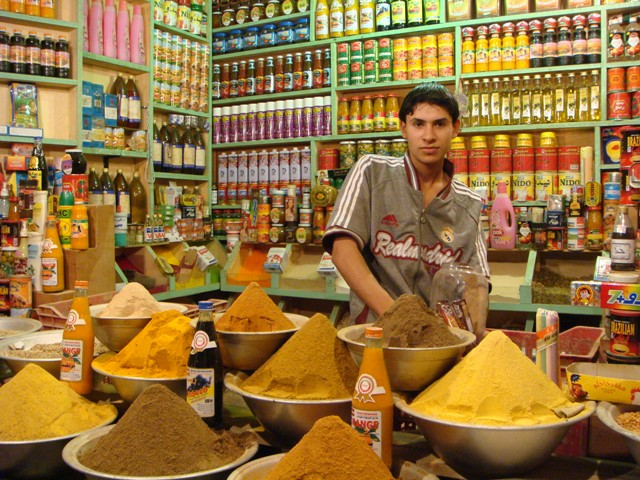
یک مغاره فروش ادویه در ناصریه
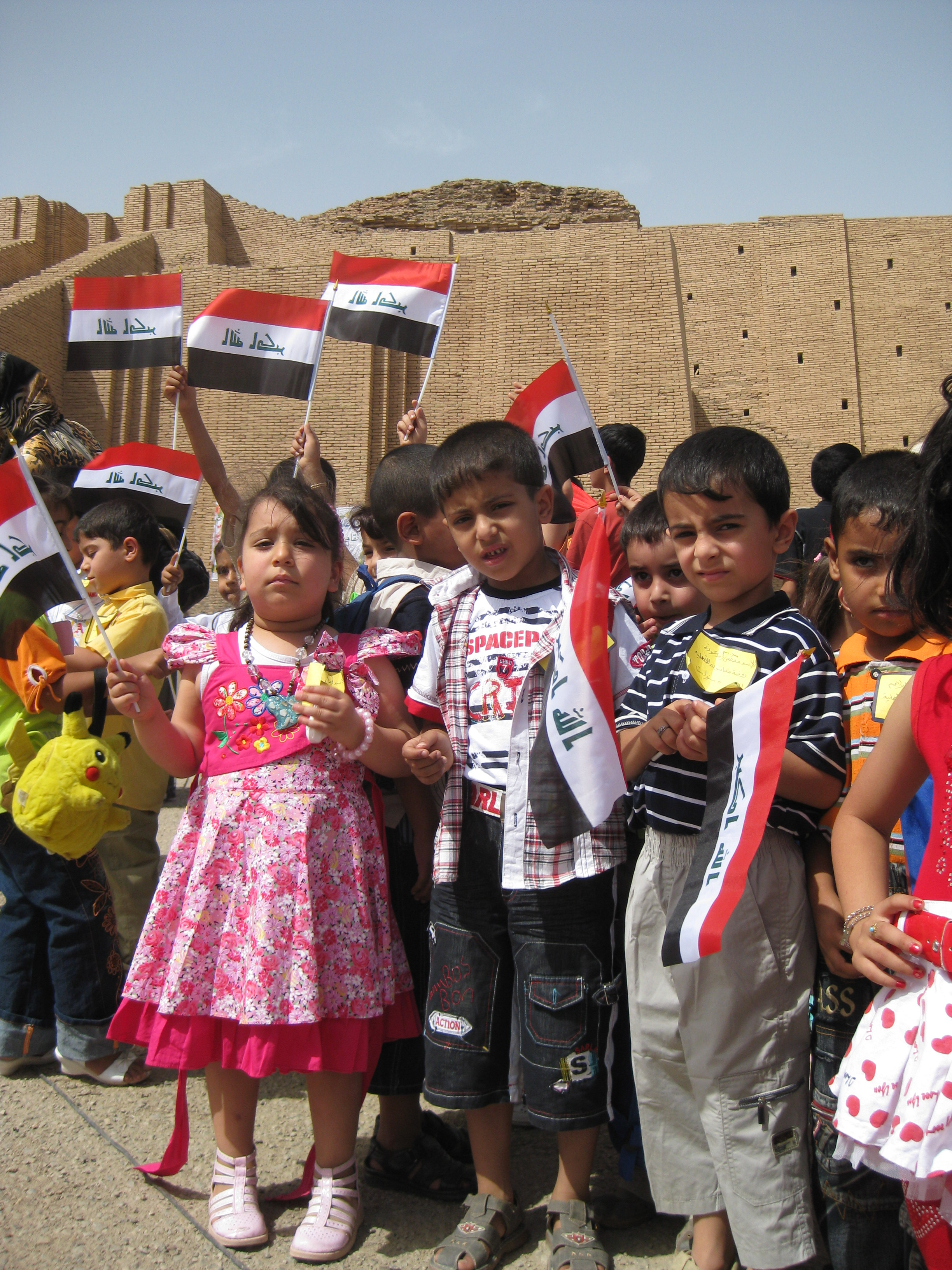
دانش آموزان مهدکودک معصومه در ناصریه